# Tratado de Zuhab
El Tratado de Zuhab (en persa: قصرشیرین‎, también llamado Tratado de Qasr-e Shirin (Tratado de Kasr-ı Şirin; en turco: Kasr-ı Şirin Antlaşması) era un acuerdo firmado entre el Imperio safávida y el Imperio otomano el 17 de mayo de 1639. El acuerdo acabó la guerra Otomano-Safávida (1623-1639) y fue el último conflicto en casi 150 años de guerras intermitentes entre los dos estados sobre disputas territoriales. Puede ser visto como una confirmación de la anterior Paz de Amasya de 1555, que ponía fin a la guerra otomano-safávida (1532-1555). El tratado confirmó la división de los territorios en Asia Occidental que tenían antes los safávidas, como la separación permanente del Cáucaso entre los dos potencias, en la que la Armenia persa (Ereván), Georgia oriental (Tiflis), Daguestán, Najicheván y Azerbaiyán permanecieron bajo el control del Imperio safávida, mientras que Georgia occidental (Ajalkalaki, Ajaltsije y Poti) y la mayor parte de Armenia Occidental quedaron plenamente bajo el control del Imperio otomano. También incluyó toda Mesopotamia (incluyendo Bagdad y Basora) cedida irreversiblmente a los otomanos. No obstante, las disputas fronterizas entre Persia y el Imperio Otomano no acabaron.
Entre 1555 y 1918, Persia y los otomanos firmaron no menos de 18 tratados que reorientarían sus fronteras en disputa. La demarcación exacta según este tratado no empezaría hasta el siglo XIX, esbozando esencialmente el contorno aproximado para la frontera entre el Irán moderno y los estados de Turquía e Irak (la frontera otomano-persa anterior hasta 1918, cuando el imperio otomano perdió sus territorios en el Oriente Medio después de su derrota en la Primera Guerra Mundial).
El siguiente enfrentamiento se produjo en la guerra turco-persa (1730-1736), que terminó con los tratados de Constantinopla y Ganya.